# 康格里夫火箭
康格里夫火箭（英語：Congreve Rocket）是人类历史上第一種成功研制的铁质军用火箭，由英国人威廉·康格里夫爵士（英語：Sir William Congreve, the 2nd Baronet）于1805年发明。

## 背景
18世纪末，英国开始对印度进行殖民统治，遭到当地居民的反抗。在1792年和1799年的斯赫里朗格阿帕特塔纳战役中，迈索尔王国统治者蒂普苏丹利用其自制火箭大败英军。

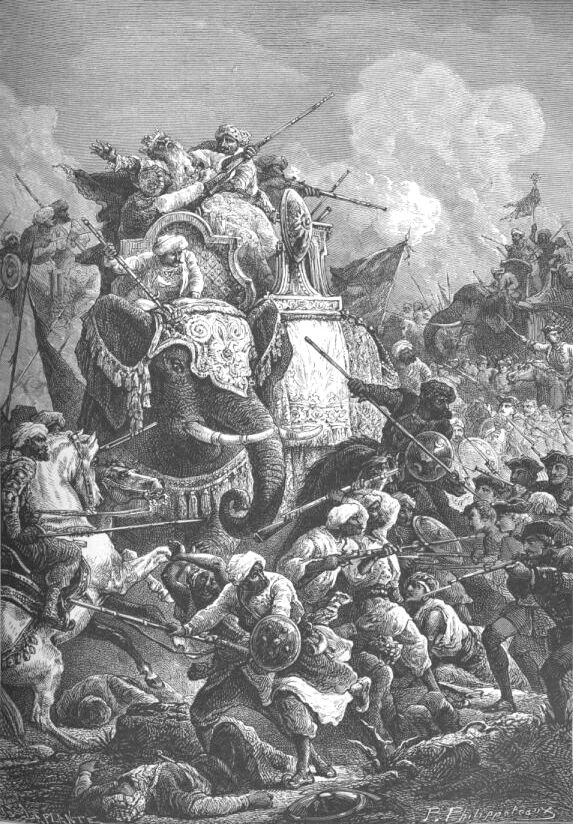
在英国和迈索尔战争期间，海德·阿里和他的儿子蒂普苏丹组织了火箭炮旅，以对抗东印度公司。

见识到迈索尔火箭的威力，英国皇家兵工厂于1801年开始研发军用火箭，由威廉·康格里夫承担研发工作。1805年，第一只固体燃料火箭研制成功，1807年开始服役。

## 实际运用

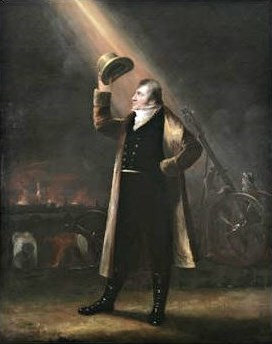
威廉·康格里夫在哥本哈根，1807年

- 威廉·康格里夫在哥本哈根，1807年1807年，英国皇家海军炮击丹麦首都哥本哈根時，使用了康格里夫火箭，导致城内大火，超过2,000名市民被杀死[5]。
- 1812年，第二次英美战争中，英军炮击巴尔的摩附近的麦克亨利要塞。
- 1813年，莱比锡战役中，瑞典军队应用康格里夫火箭，迅速将法军击溃[6]。
- 1841-1842年，第一次鸦片战争中，英军炮轰广州[7]、定海、乍浦[8]。
- 1857-1860年，第二次鸦片战争中，尤其是八里桥之战。